# Деривация (гидротехника)
У термина дерива́ция существуют и другие значения, см. деривация.
Дерива́ция (от лат. derivatio — отведение, отклонение) в гидротехнике — отвод воды от русла реки в различных целях по каналу или системе водоводов.

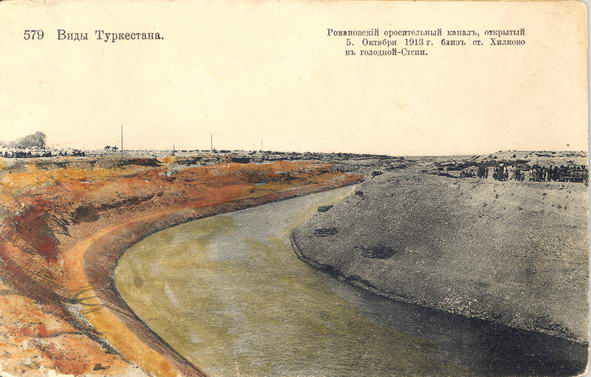
Пример гидротехнического сооружения, отводящего воду из реки Сырдарьи. Романовский оросительный канал в Голодной степи (Туркестан), построенный на средства Великого князя Николая Константиновича

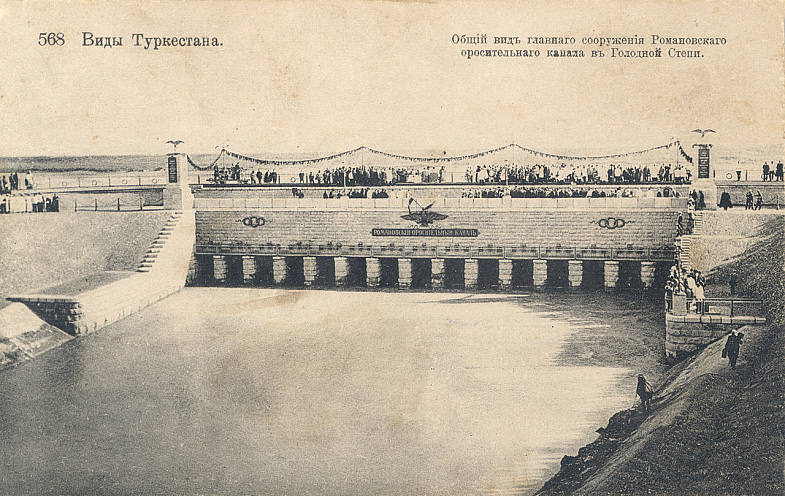
Общий вид головного сооружения оросительного Романовского канала в Голодной степи

В более широком смысле под деривацией понимают совокупность гидротехнических сооружений, отводящих воду из реки, водохранилища или другого водоёма и подводящих её к другим гидротехническим сооружениям.
Различаются такие типы деривационных сооружений — безнапорные (канал, тоннель, лоток) и напорные (трубопровод, напорный тоннель). Напорный тип применяется в том случае, если имеются существенные (более нескольких метров) сезонные или временные колебания уровня воды в месте её забора.
Современные деривационные каналы и водотоки имеют протяжённость в десятки километров и пропускную способность в несколько тысяч м³/с.

## Примеры деривационных каналов
- Сходненский деривационный канал